# 트램펄린 경기

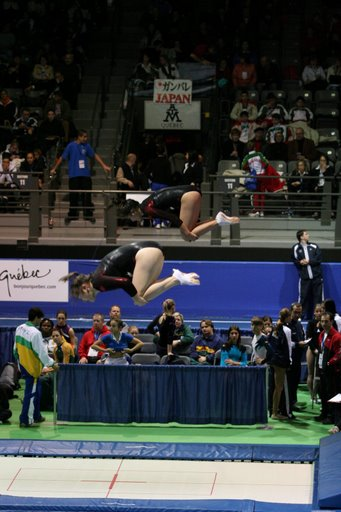
여자 싱크로나이즈드 트램펄린 경기 모습.

트램펄린 경기(Trampoline 또는 Trampolining)는 올림픽 경기 종목의 하나로, 체조 선수가 트램펄린이라 불리는 도약을 돕는 용구 위에서 연기를 펼치는 운동 경기이다. 트램펄린에는 파이크(pike), 턱(tuck), 스트래들 포지션(straddle position) 등의 기술이 있으며, 선수는 이를 이용해 앞이나 뒤로 공중제비를 돌고 몸을 비틀어 회전하는 동작을 구사하게 된다.
유사한 형태의 변형된 종목으로 싱크로나이즈드 트램펄린(synchronized trampoline)과 더블 미니 트램펄린(double mini-trampoline)이 있다.

## 기원
1934년, 조지 닐센은 공중곡예사가 안전그물 위에 떨어졌을 때 그 위에서 묘기를 부리는 모습에 착안하여 최초로 트램펄린을 고안해내게 되었다. 공중곡예사의 그물을 작게 축소하여 다이빙이나 텀블링을 할 수 있도록 그의 주차장에 설치했던 것이 그가 만든 최초의 현대적 트램펄린의 원형이었다. 이후 그는 트램펄린을 생산하는 회사를 설립하였으며, 스페인어의 trampolin이라는 단어를 변형하여 상표로 사용하였다. 그는 트램펄린을 시연하여 사람들에게 볼거리를 제공하면서, 나아가 사람들이 시연에 직접 참여도 할 수 있게 하는 방식의 마케팅 전략을 구사하였다. 이것이 결국 오늘날의 트램펄린의 시초가 되었다.
트램펄린은 그 사용법이 자연스럽고 쉬우며 리드미컬했고, 또한 강한 탄력으로 사용자가 높게 점프하여 다양한 묘기를 펼칠 수 있게 함으로써 사람들이 재미를 느낄 수 있게 했다.
미국의 경우 트램펄린이 학교 교육용으로 빠르게 보급되었으며 사설 놀이 시설에서도 사용되었던 바 있다. 그러나 감독 소홀과 사용 미숙으로 인한 부상과 소송이 잇따르면서, 현재 미국에서 트램펄린은 대부분 훈련받은 선수들에 의해 공인된 감독자의 감독 하에서만 사용되고 있다. 이로 인해 미국내 트램펄린 선수들의 숫자가 급감하면서 트램펄린의 보급 초기에 보였던 미국 선수들의 강세는 한풀 꺾이게 되었다. 미국 외의 지역 중에서는 유럽과 소비에트 연방에 트램펄린이 많이 보급되었다. 트램펄린은 2000년 하계 올림픽에서 정식 종목으로 채택되면서 많은 나라들이 보급에 나서고 있으며, 특히 일본과 중국이 선수 육성에서 가장 앞서나가고 있다.